# ستيف ليمان
ستيف ليمان (بالإنجليزية: Steve Lehman)‏ هو عازف جاز وملحن أمريكي، ولد في 1978 في نيويورك في الولايات المتحدة.

## وصلات خارجية
- ستيف ليمان على موقع ميوزك برينز (الإنجليزية)
- ستيف ليمان على موقع أول ميوزيك (الإنجليزية)
- ستيف ليمان على موقع ديسكوغز (الإنجليزية)